# Карен Нуджент
Карен Нуджент (нар. 29 червня 1976) — колишня ірландська тенісистка.
Найвищу одиночну позицію світового рейтингу — 486 місце досягла 20 грудня 1999, парну — 211 місце — 21 листопада 1994 року.
Здобула 10 парних титулів туру ITF.

## Фінали ITF

### Одиночний розряд: 4 (4 поразки)
| Турніри $50,000 |
| Турніри $25,000 |
| Турніри $10,000 |

| Результат | Ранг | Дата           | Турнір                | Покриття   | Суперниця        | Рахунок  |
| --------- | ---- | -------------- | --------------------- | ---------- | ---------------- | -------- |
| Поразка   | 1.   | 11 липня 1999  | ITF Філікстоу, Англія | Трава      | Ліенн Бейкер     | 4–6, 4–6 |
| Поразка   | 2.   | 3 серпня 2003  | ITF Дублін, Ірландія  | Килим      | Еден Марама      | 1–6, 2–6 |
| Поразка   | 3.   | 1 серпня 2004  | ITF Дублін, Ірландія  | Килим      | Дубравка Купач   | 2–6, 2–6 |
| Поразка   | 4.   | 24 жовтня 2004 | ITF Болтон, Англія    | Тверде (i) | Тессі ван де Вен | 2–6, 4–6 |

### Парний розряд: 17 (10–7)
| Результат | Ранг | Дата             | Турнір                          | Покриття   | Партнерка         | Суперниці                            | Рахунок          |
| --------- | ---- | ---------------- | ------------------------------- | ---------- | ----------------- | ------------------------------------ | ---------------- |
| Поразка   | 1.   | 20 лютого 1994   | ITF Ньюкасл, Англія             | Килим (i)  | Джоан Ворд        | Майке Каутстал Лінда Німантсвердрієт | 6–2, 5–7, 2–6    |
| Перемога  | 2.   | 1 серпня 1994    | ITF Дублін, Ірландія            | Ґрунт      | Кейт Ворн-Голланд | Ваніна Казанова Каролін Туар         | 6–1, 6–4         |
| Поразка   | 3.   | 13 лютого 1995   | ITF Сандерленд, Англія          | Тверде (i) | Мішел Мейр        | Наталія Єгорова Світлана Пархоменко  | 5–7, 0–6         |
| Перемога  | 4.   | 5 червня 1995    | ITF Дублін, Ірландія            | Ґрунт      | Робін Модслі      | Клер Каррен Івонн Дойл               | 6–1, 4–6, 6–3    |
| Поразка   | 5.   | 4 вересня 1995   | ITF Сполето, Італія             | Ґрунт      | Енджи Каннінгем   | Крістіна Сальві Елена Савольді       | 6–1, 6–7, 2–6    |
| Перемога  | 6.   | 3 жовтня 1999    | ITF Глазго, Шотландія           | Килим (i)  | Ліззі Джелфс      | Грета Арн Маніша Малхотра            | w/o              |
| Перемога  | 7.   | 30 жовтня 1999   | ITF Касторія, Греція            | Килим      | Шеллі Стефенс     | Асіміна Каплані Анна Куманту         | 6–2, 6–2         |
| Перемога  | 8.   | 24 червня 2001   | ITF Монтемор-у-Нову, Португалія | Тверде     | Івонн Дойл        | Vanessa Devesa Carolina Rodríguez    | 6–7(4), 6–3, 6–1 |
| Поразка   | 9.   | 22 липня 2001    | ITF Фрінтон, Англія             | Трава      | Івонн Дойл        | Беті Секуловскі Сара Стоун           | 6–7(5), 4–6      |
| Перемога  | 10.  | 5 серпня 2001    | ITF Дублін, Ірландія            | Килим      | Івонн Дойл        | Брі Келдервуд Емілі Г'юсон           | 6–0, 6–1         |
| Перемога  | 11.  | 30 вересня 2001  | ITF Сандерленд, Англія          | Тверде (i) | Івонн Дойл        | Cristelle Grier Анна Говкінс         | 4–6, 6–2, 6–1    |
| Перемога  | 12.  | 13 липня 2003    | ITF Філікстоу, Англія           | Трава      | Ельса О'Ріань     | Ліенн Бейкер Chantal Coombs          | 7–6(7), 7–6(2)   |
| Поразка   | 13.  | 2 серпня 2003    | ITF Дублін, Ірландія            | Килим      | Івонн Дойл        | Еден Марама Пола Марама              | 4–6, 5–7         |
| Перемога  | 14.  | 10 серпня 2003   | ITF Рексем, Уельс               | Тверде     | Івонн Дойл        | Пемра Озген Іпек Шенолу              | 6–3, 6–3         |
| Поразка   | 15.  | 2 листопада 2003 | ITF Ноттінгем, Англія           | Тверде (i) | Івонн Дойл        | Гелена Еєсон Оса Свенссон            | 3–6, 6–7(11)     |
| Поразка   | 16.  | 6 червня 2004    | ITF Сербітон, Англія            | Трава      | Суріна Де Беер    | Ліенн Бейкер Ніколь Сьюелл           | 6–2, 5–7, 6–7(6) |
| Перемога  | 17.  | 31 липня 2004    | ITF Дублін, Ірландія            | Килим      | Івонн Дойл        | Лізан дю Плессі Ребекка Льєвеллін    | 6–4, 3–6, 6–2    |